# Tabanus roubaudi
Tabanus roubaudi är en tvåvingeart som beskrevs av Toumanoff 1950. Tabanus roubaudi ingår i släktet Tabanus och familjen bromsar. Inga underarter finns listade i Catalogue of Life.